# Nadagarodes duplicipuncta
Nadagarodes duplicipuncta là một loài bướm đêm trong họ Geometridae.